# 費羅麗莊園
費羅麗莊園（或译作“斐洛里庄园”）是一座位于美国加利福尼亚州伍德赛德的乔治亚风格的乡村别墅，占地16英亩，周围有654英亩的庄园。

## 历史
由威利斯·波尔克设计，于1915-1917年建造，原为金矿主和水务公司总裁威廉·伯恩二世和他的妻子阿格尼斯的住所，后来被航运公司继承人威廉·罗斯和他的妻子卢琳购买，于1975年捐赠给国家历史保护信托，现在对公众开放，是加州历史地标和國家史跡名錄的一部分。費羅麗莊園的名字是一个由伯恩的座右铭中的关键词首字母组成的缩写，意思是“为正义的事业而战，爱你的同胞，过好生活”。費羅麗莊園的自然保护区是一个占地654英亩的区域，包括红杉林，拉古纳溪，圣安德烈亚斯断层，赫奇赫奇水渠和普尔加斯水庙等地貌和水文特征，也是鲑鱼和虹鳟鱼的栖息地。2017年，斐洛里庄园增加了庄园步道，让游客有机会走过外部的自然保护区，看到马场，本地植物，马厩，自然中心等景点，还能走过断层上的一座桥。費羅麗莊園是许多好莱坞电影的取景地，最著名的是电视剧《王朝》的开场镜头中从空中看到的豪宅。
2023年11月15日，在亚太经合组织第三十次领导人非正式会议举办前夕，中共中央总书记、中国国家主席习近平和美国总统乔·拜登在此举行会晤。

## 画廊

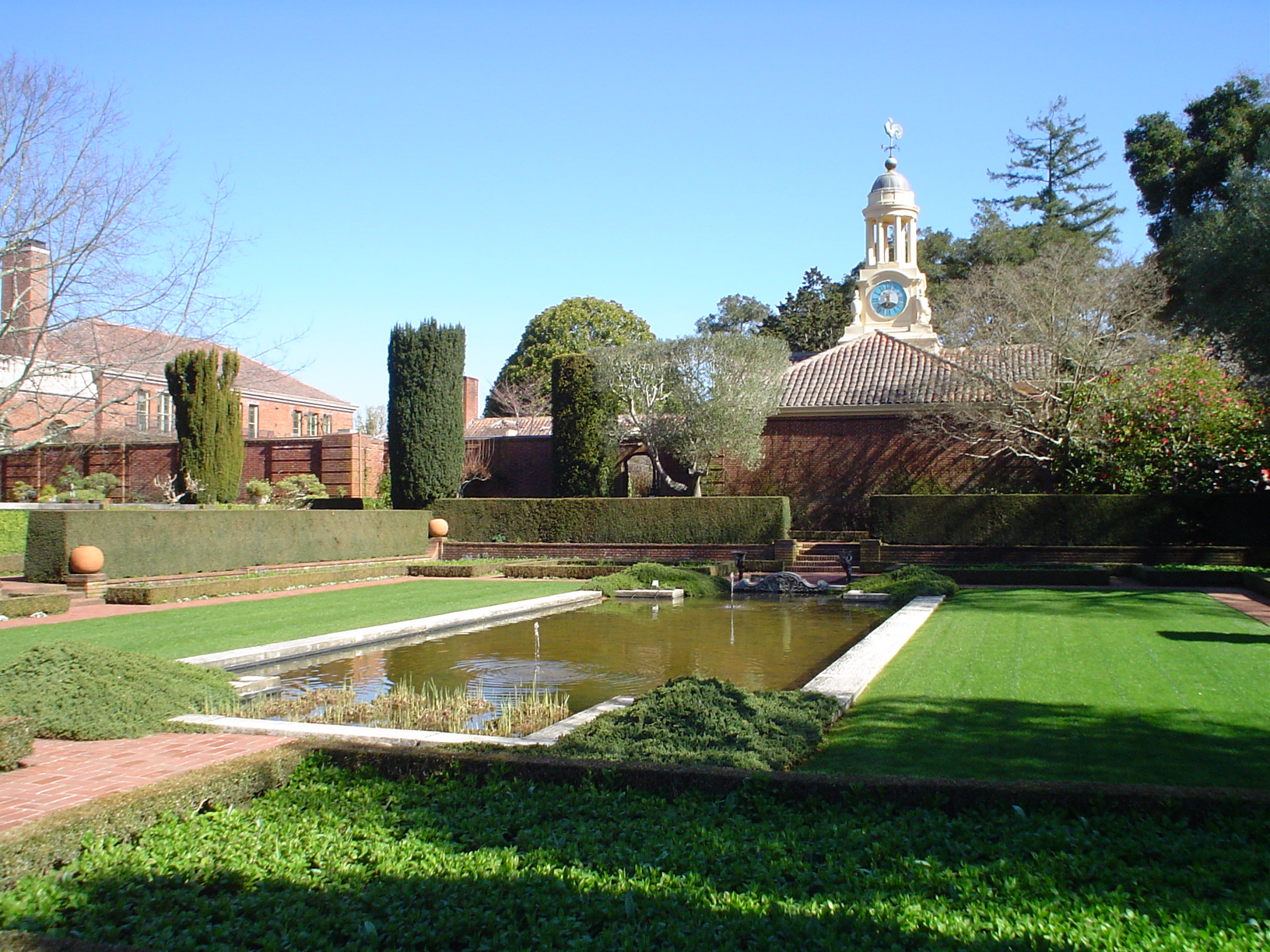
花园
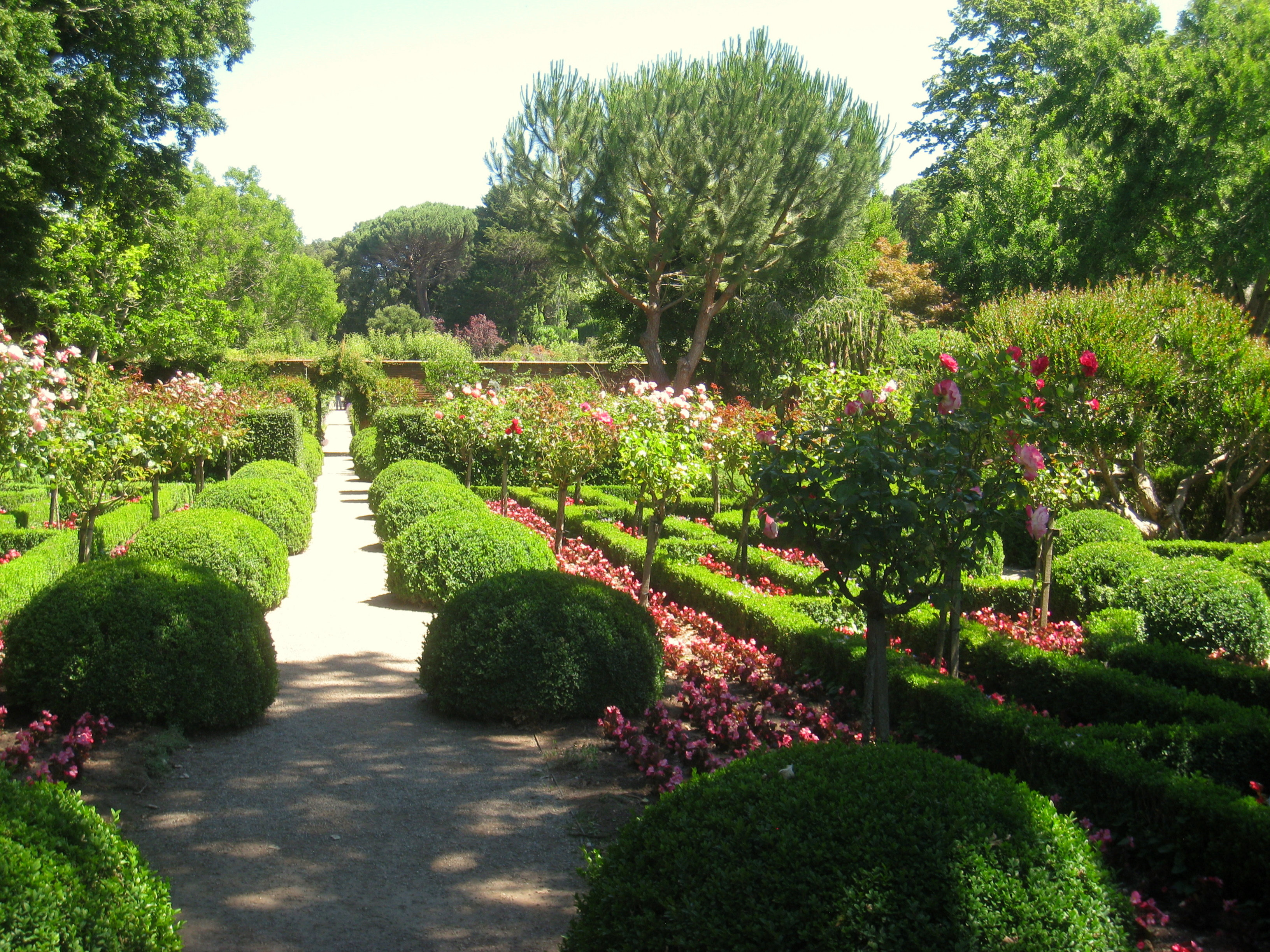
花园
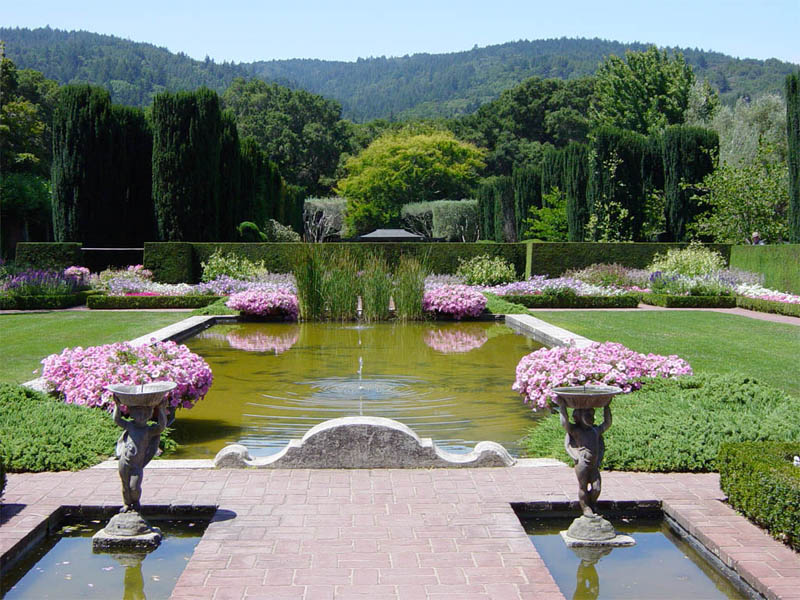
花园
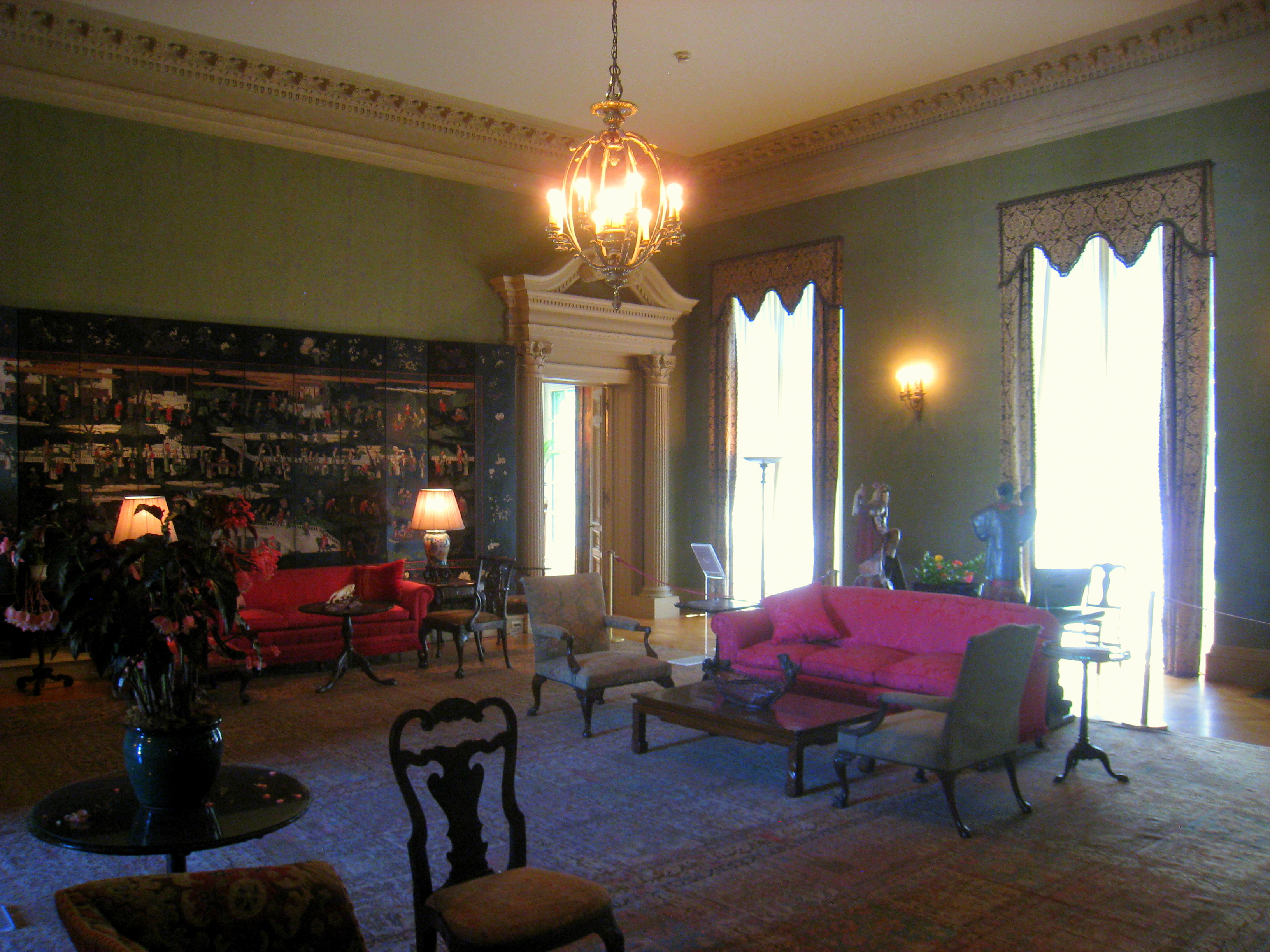
接待室
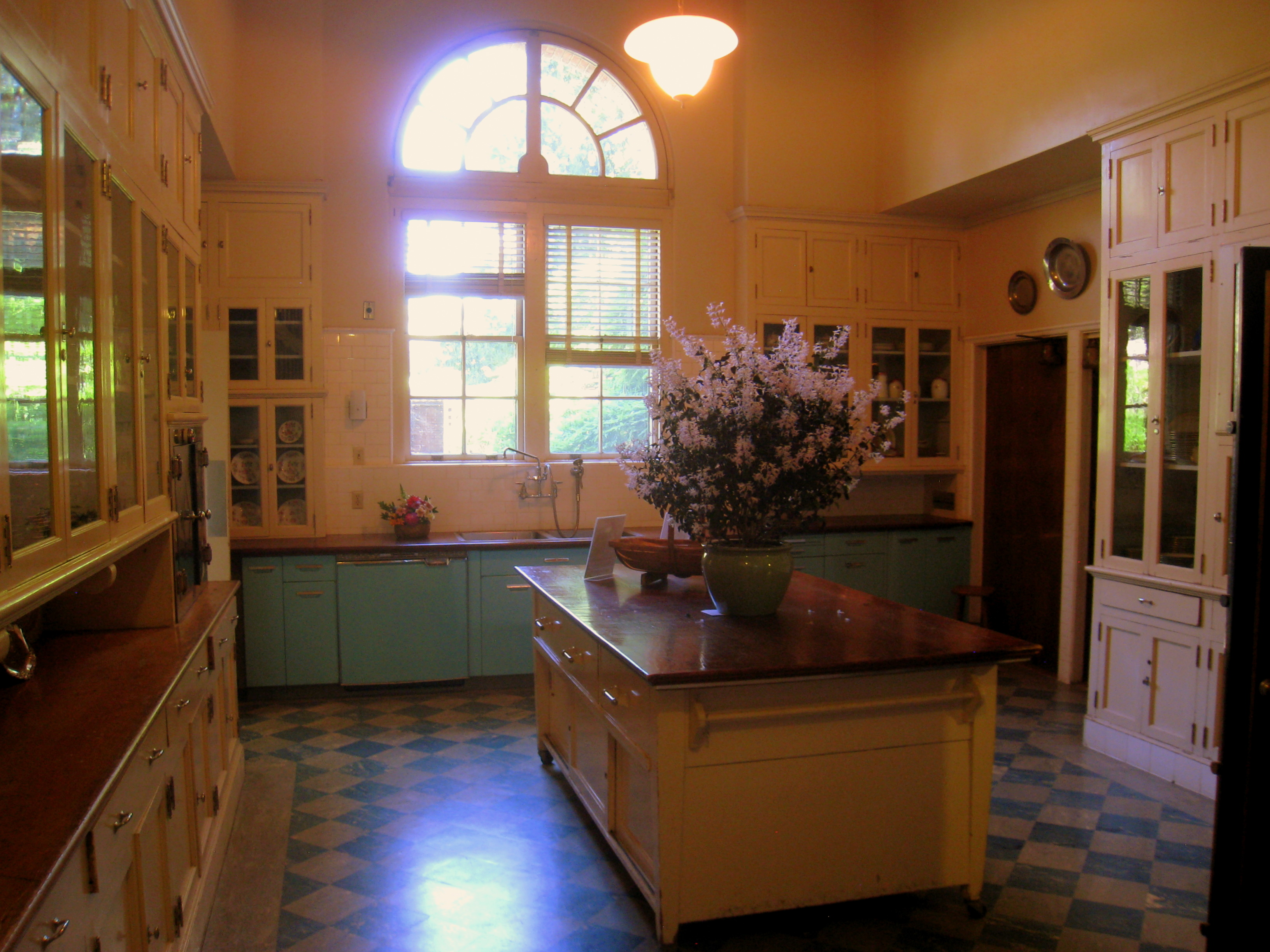
厨房
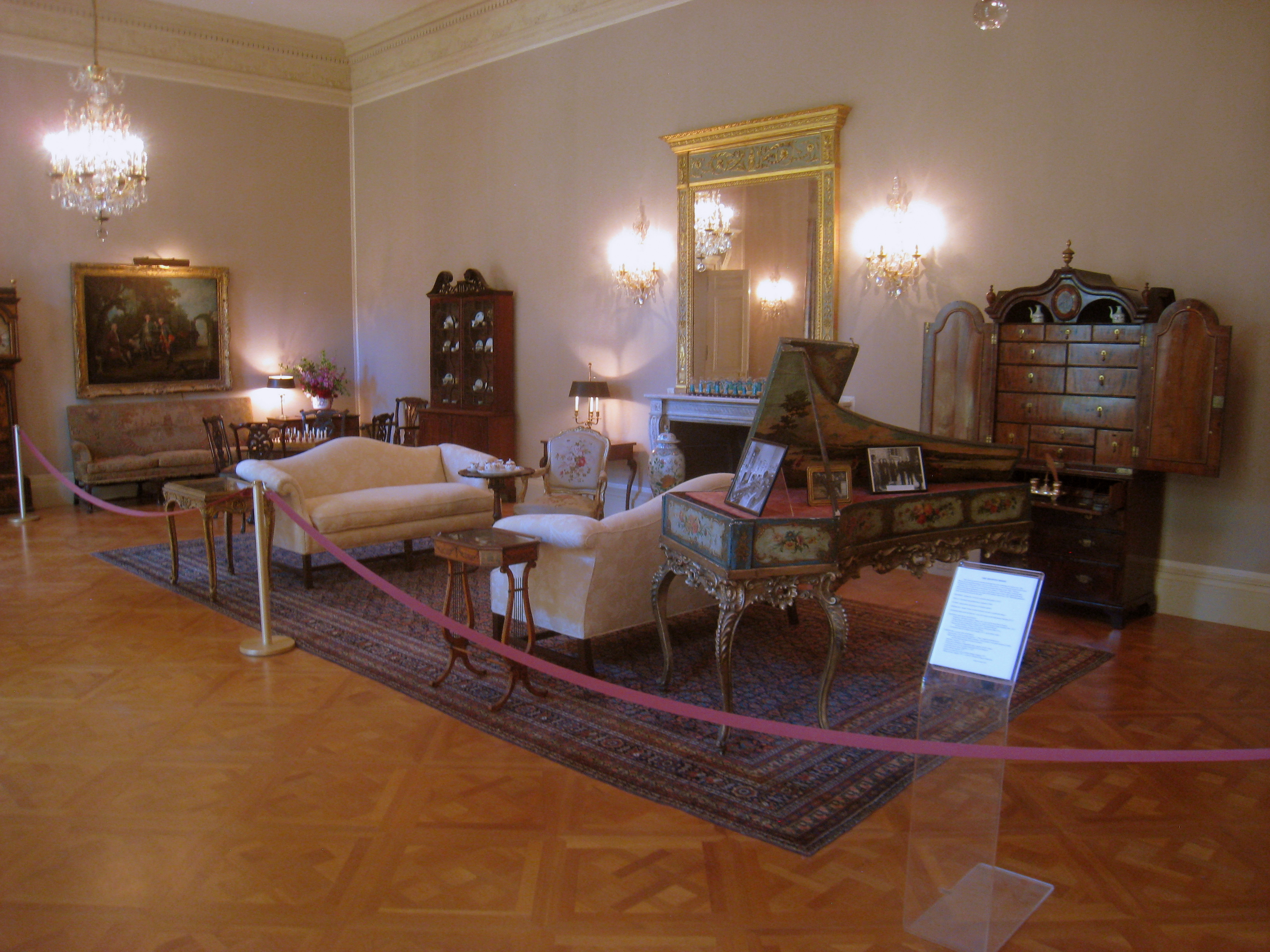
画室
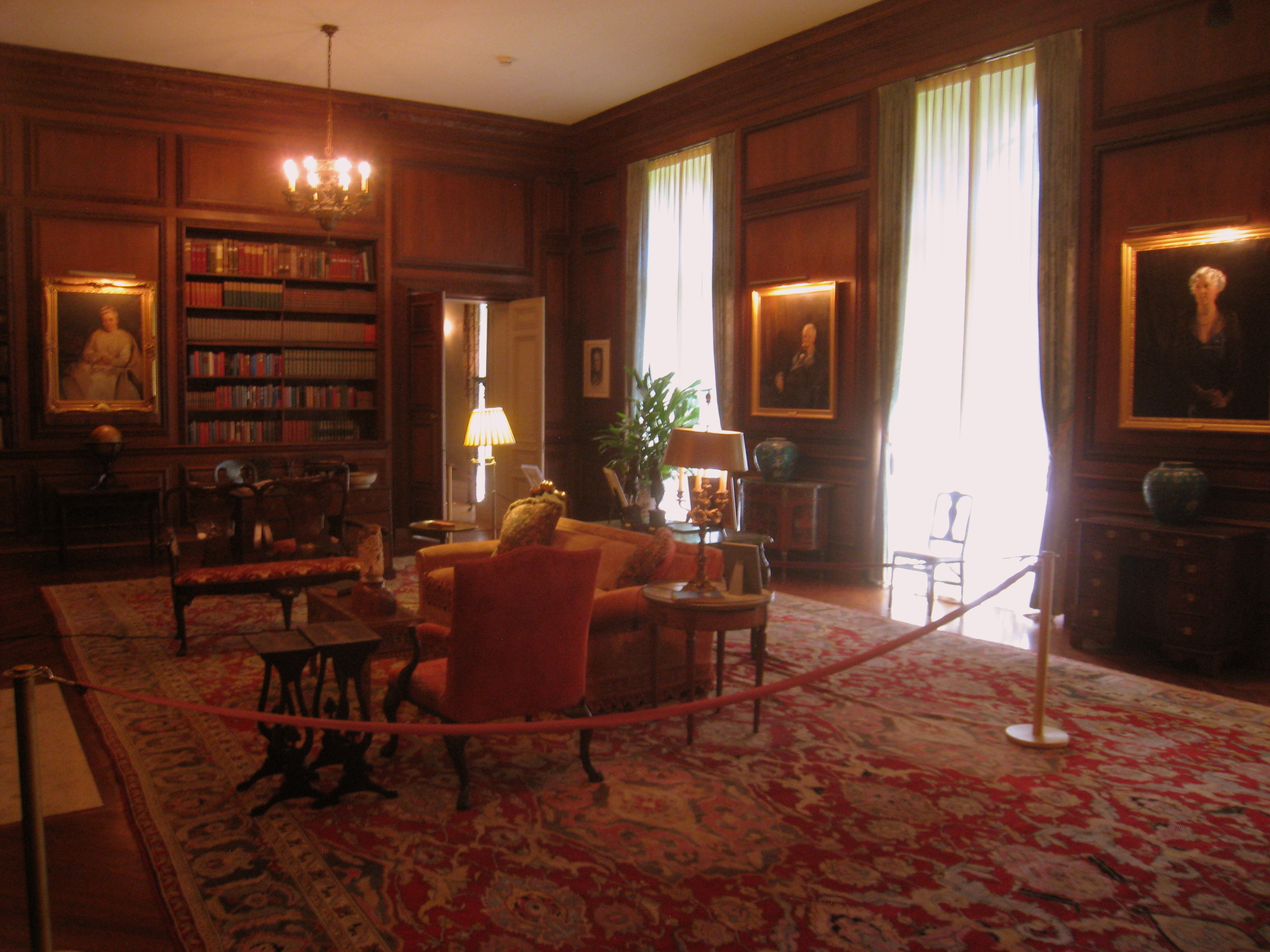
图书馆
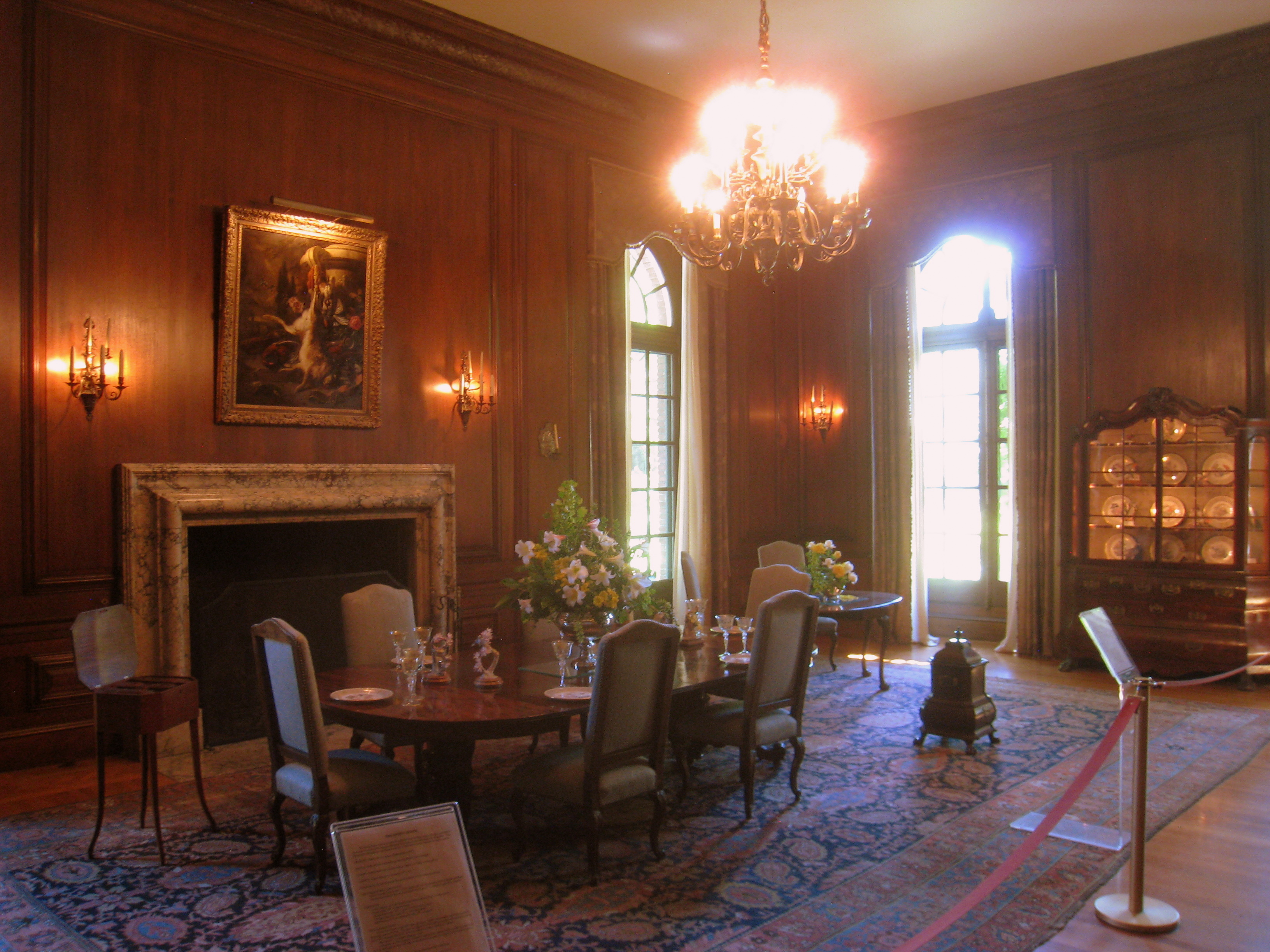
餐厅
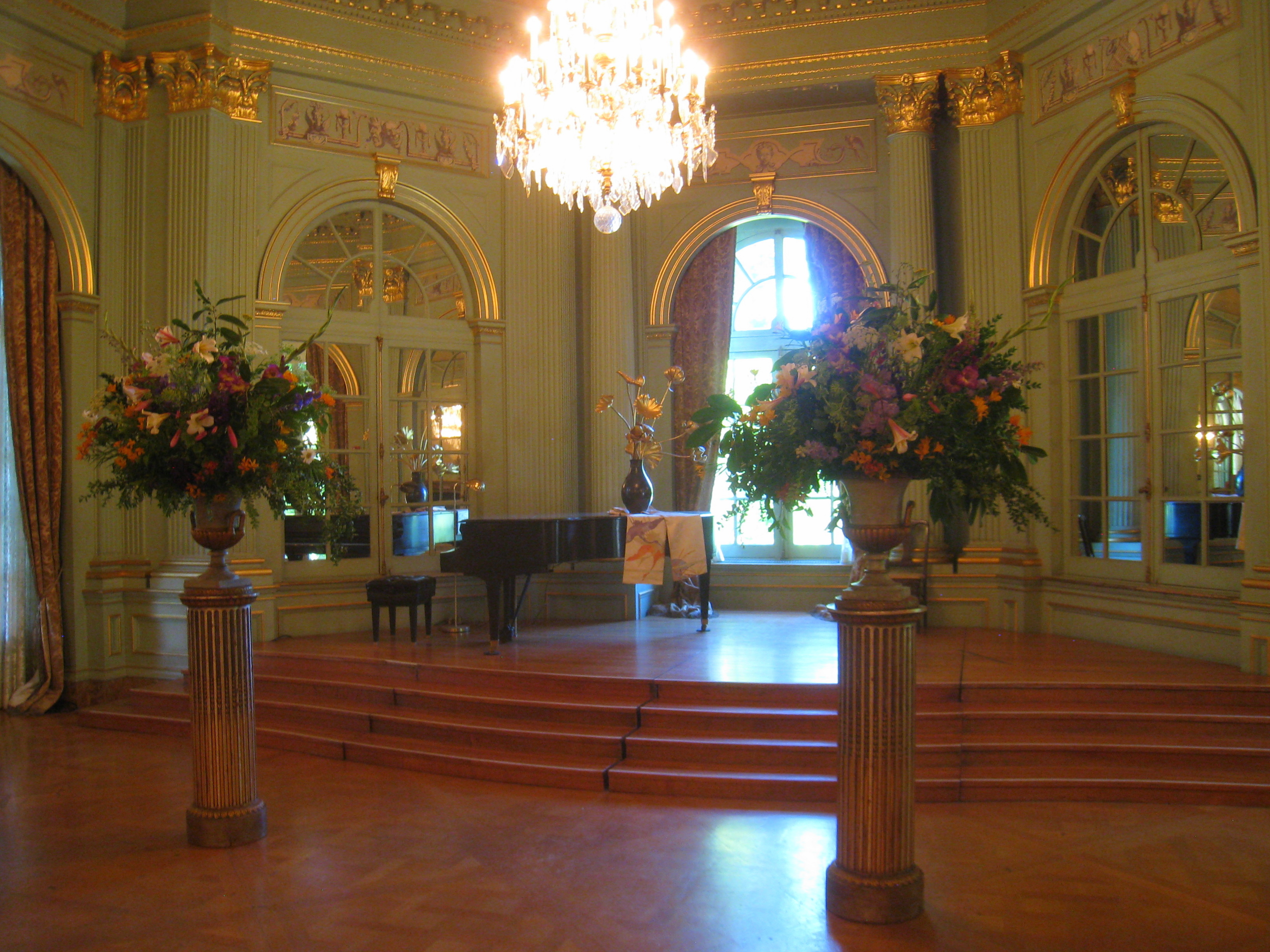
舞厅